# Quintus Curtius Rufus
Quintus Curtius Rufus var en romersk historiker, författare, till ett arbete om Alexander den stores bedrifter. Han skrev 10 böcker om honom, av vilka de två första gått förlorade och de andra inte är kompletta. 
Man har tvistat mycket om vilken tid Rufus levde: somliga har förlagt hans liv till början, andra till slutet av kejsartiden; mest sannolikt är att han levde under Claudius. Curtius använde grekiska källor, bland andra Kleitarchos och Megasthenes. Historisk kritik finner man inte hos honom; hans arbeten bör bedömas företrädesvis ur retorisk synpunkt. Framställningssättet är inte fritt från svulst och strävan efter effekt, men hans tal och skildringar är ofta livliga och fängslande. Svenska upplagor av Curtius har utgivits av bland andra Anders Hedner.